# 44041 Francoiselaunay
44041 Francoiselaunay este o planetă minoră (asteroid) din centura de asteroizi. A fost descoperită pe 2 martie 1998 la Caussols de OCA-DLR Asteroid Survey⁠(d). 
Obiectul prezintă o orbită caracterizată de o semiaxă mare de 2,2593355930538 UAi, o excentricitate de 0,065276895484493, o înclinație de 1,2781933304538 ° în raport cu ecliptica.